# Mel Carnahan
Melvin Eugene Carnahan (11 de febrero de 1934 - 16 de octubre de 2000) fue un político estadounidense. Como demócrata, fue el 51.º gobernador de Misuri (1993-2000) y fue elegido póstumamente para el Senado de los Estados Unidos.